# Marzena Górecka
Marzena Górecka (ur. 26 października 1964 w Lublinie) – polska filolog germańska, doktor habilitowany nauk humanistycznych, profesor nadzwyczajny Katolickiego Uniwersytetu Lubelskiego Jana Pawła II, specjalistka w zakresie literaturoznawstwa niemieckiego.

## Życiorys
W 1995 ukończyła na trzech kierunkach (filologia germańska, literatura włoska, historia Kościoła) studia na Uniwersytecie w Zurychu. W 1999 na Uniwersytecie w Zurychu na podstawie rozprawy pt. Das Bild Mariens in der deutschen Mystik des Mittelalters uzyskała stopień naukowy doktora nauk humanistycznych w dyscyplinie literaturoznawstwo w specjalności literaturoznawstwo germańskie. Od 1999 pracuje w Instytucie Filologii Germańskiej KUL. W 2007 na Wydziale Nauk Humanistycznych Katolickiego Uniwersytetu Lubelskiego Jana Pawła II na podstawie dorobku naukowego i monografii pt. Tendenzen der Innerlichkeit in der Deutschschweizer Literatur der Zwischenkriegszeit otrzymała stopień doktora habilitowanego nauk humanistycznych w dyscyplinie literaturoznawstwo specjalność literatura niemiecka.
Została profesorem nadzwyczajnym Wydziału Nauk Humanistycznych KUL. Była zatrudniona jako nauczyciel akademicki w Instytucie Filologiczno-Pedagogicznym Politechniki Radomskiej im. Kazimierza Pułaskiego. W KUL pełniła funkcję dyrektora Instytutu Filologii Germańskiej oraz prodziekana Wydziału Nauk Humanistycznych. 25 maja 2022 została powołana w skład Rady Narodowego Programu Rozwoju Humanistyki.